# Miracolul de la Fátima

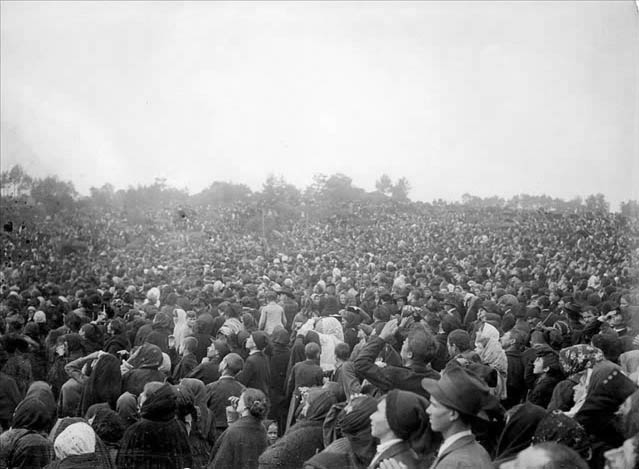
Mulțimea se uită la miracolul soarelui.

Miracolul de la Fátima (portugheză O Milagre de Fátima) sau Miracolul Soarelui (portugheză O Milagre do Sol) este un eveniment susținut de numeroase miracole și asistat de 30.000 - 100.000 de oameni, la 13 octombrie 1917 în câmpurile de lângă Cova da Iria („Grota Sfintei Irina”) din apropierea orașului Fátima, Portugalia.

## Descriere

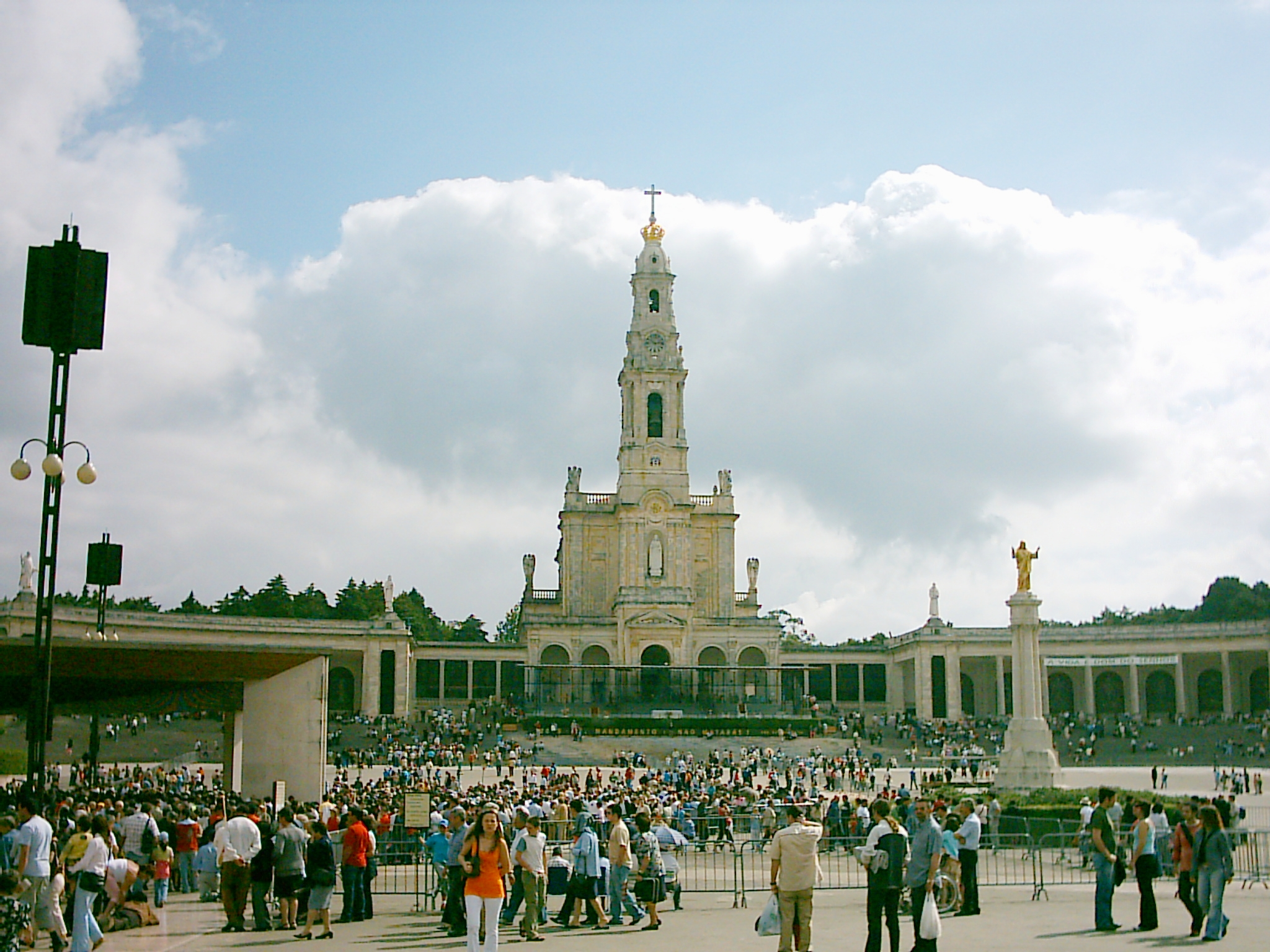
Sanctuarul de la Cova da Iria, Fátima.

La 13 mai 1917, frații Jacinta (7 ani) și Francisco Marto (11 ani), însoțiți de fetița Lucia dos Santos (10 ani) se aflau cu oile la păscut în apropiere de Fátima, în locul denumit local „Cova da Iria“ („Grota Sfintei Irina“). La un moment dat, ei ar fi văzut un fulger, după care ar fi apărut o lumină puternică. Apropiindu-se, copiii ar fi observat in mijlocul luminii conturul unei femei ("Doamna din Lumină"). Ea i-ar fi îndemnat pe copii să se roage și să revină în același loc în ziua de 13 a fiecărei luni. La 13 iunie 1917 cei 3 copii au revenit, împreună cu alte 50 de persoane. După o oarecare așteptare, copiii au fost văzuți îngenunchind lângă un măslin și vorbind cu cineva nevăzut. La urmă, cu toții ar fi auzit o bubuitură, urmată de ridicarea unui nor deasupra măslinului, care a dispărut curând în înaltul cerului. La cea de-a treia apariție, din 13 iulie 1917, au fost prezenți deja 4500 de persoane. Ca și la 13 iunie 1917, martorii ar fi remarcat același nor alburiu, după care fetița Lucia dos Santos a spus că "Doamna din Lumină" ar fi promis un miracol pe data de 13 octombrie 1917. La ultima apariție, pe data de 13 octombrie 1917, au fost prezenți cca 70.000 de oameni. Veniți din toate părțile Portugaliei, dar și de peste hotare, ei au așteptat miracolul, pe o vreme de ploaie neîncetată. Această ultimă apariție a “Doamnei din Lumină” ar fi fost precedată, ca de obicei, de un fulger. Cei 3 copii au îngenunchiat în fața măslinului, vorbind cu ființa nevăzută de către ceilalți. “Minunea” s-ar fi produs după plecarea “Doamnei din Lumină”. Ploaia ar fi încetat subit, iar norii grei s-ar fi risipit în câteva clipe. Potrivit relatărilor unora dintre cei prezenți, soarele a apărut pe cer sub forma unui disc argintiu, care a început să se rotească cu viteză, proiectând fascicule intense policrome. Soarele s-ar fi oprit de trei ori și tot de atâtea ori și-ar fi reluat rotirea. Rotirea soarelui ar fi durat cca 10 minute.
Pe acel loc s-a construit ulterior o biserică de pelerinaj.

## Evaluări critice

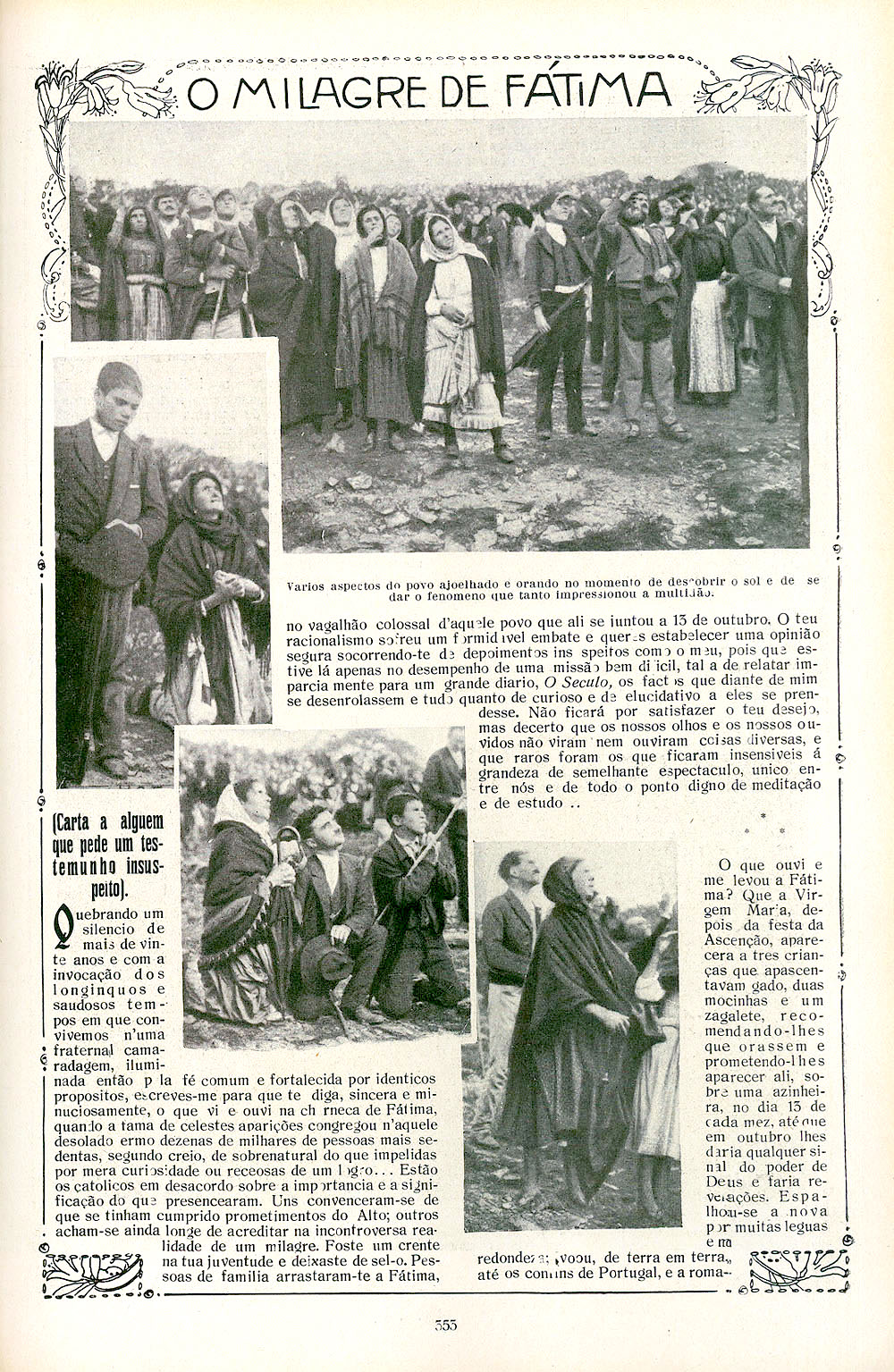

Joe Nickell notează Nu este de mirare, probabil, minuni solare au fost raportate în alte locații de venerare a Fecioarei Maria, la Lubbock, Texas, în 1989; la Altarul Maica Cabrini lângă Denver, Colorado, în 1992; Conyers, Georgia, de la începutul pana la mijlocul anilor 1990 Arhivat în 8 octombrie 2018, la Wayback Machine..

## Urmări
În anul următor, în 1918, având sau neavând legătură cu acest eveniment, s-a declanșat o epidemie de gripă spaniolă.  Francisco și Jacinta au murit în timpul acestei epidemii.